# Ananda Samarakoon
Ananda Samarakoon était un peintre, musicien et compositeur srilankais, auteur de l'hymne national Sri Lanka Matha et père de la chanson singhalaise contemporaine. Il se suicida en 1962 après qu'on a touché aux paroles de son hymne.

## Biographie
Ananda Samarakoon est né Egodahage George Wilfred Alwis Samarakoon dans une famille chrétienne à Padukka, à Ceylan, en janvier 1911 ; ses parents étaient Samuel Samarakoon et Dominga Pieris. Après avoir été scolarisé dans une école de Wewala (en), il fréquenta un collège chrétien de Kotte où enseignait sa mère, et où il finit lui aussi par enseigner en 1934. Son guru singhalais fut Pandit D.C.P. Gamalathge.
Ananda Samarakoon partit ensuite pour la Visva-Bharati University de Santiniketan, fondée par Rabindranath Tagore, pour étudier l'art et la musique, et où il eut pour enseignant Nandalal Bose et Santidev Ghosh (en). Il n'y resta que six mois, retournant au Sri Lanka en 1937 en embrassant le bouddhisme, ce qui lui fit changer son nom en Ananda Samarakoon.
En 1937, la musique populaire du Sri Lanka était constituée de chansons dérivées de la musique Ragadhari de l'Inde du Nord. Les paroles de ces chansons contenaient souvent des phrases dénuées de sens et de valeur littéraire, inspirées par le bouddhisme. Samarakoon a entrepris de créer une forme de musique et de textes qui puissent être considérés comme propres au Sri Lanka, et a produit la chanson Ennada Menike (1940) qui a jeté les bases de la chanson singhalaise. Pour l'inspiration, il se tourna vers la nature et son île, employant des mots simples pour exprimer les sentiments.
De 1938 à 1942, il fut professeur de musique au Mahinda College (en) de Galle.
Les années 1940 furent les meilleures d'Ananda Samarakoon, et il enregistra beaucoup de duos avec Leelawathy, puis, à sa mort, avec Swarna de Silva, dont Namo Namo Matha en 1946 (chanson inspirée par son retour à Ceylan après son séjour à Santiniketan), qui devint ensuite l'hymne national sri-lankais. Il n'y avait pas de consensus sur l'hymne à choisir, le Ceylon National Congress (en) ayant par exemple le sien, composé par Dharma Sri Munasinghe (en). Ce n'est pas lui qui avait soumis la chanson au jury chargé de sélectionner l'hymne, mais sa femme et son frère, car il se trouvait alors en Inde, pour tenter d'oublier et de guérir de la mort de son fils de 5 ans. Et ce n'est pas lui qui d'abord déclaré gagnant, mais Punchi Banda Elangasinha (en) et Lionel Edirisinghe (en). Néanmoins, le premier ayant fait partie du jury, il fut disqualifié. L'argent du prix alla à son éditeur. L'hymne fut chanté pour la première fois lors de la seconde commémoration de l'indépendance du Sri Lanka, le 4 février 1949, et elle fut chantée en singhalais et en tamoul.
Devenu veuf à la fin des années 1940, il se mit à la peinture, n'utilisant que des ingrédients naturels tirés de la sandalingam (une pierre), de la gotu kola ou du lait de cajou. Affecté par la mort de sa femme, il partit pour l'Inde.
Sa musique était cependant affectée par cette perte et la dépression s'installa. Vers les années 1960, sa création, l'hymne national, fit l'objet de plusieurs critiques sévères à la suite du décès prématuré de deux premiers ministres dont aucun n'avait achevé son mandat, Don Stephen Senanayake en 1952, et Solomon Bandaranaike en 1956, assassiné par un moine bouddhiste. De nombreux poètes, experts et moines bouddhistes l'ont alors accusé de porter malheur à la nation avec son hymne qui plaçait dans les premiers mots "na-mo-na", mots considérés comme peu auspicieux. Le gouvernement fut contraint de faire machine arrière en changeant les paroles de l'original Namo Namo Matha en Sri Lanka Matha. Ce changement a été effectué sans son consentement, ce qui l'a encore plus attristé, et il avait l'impression qu'on l'avait décapité : « Dévasté, Ananda Samarakoon, dans une lettre adressée à Dudley Senanayake le 3 mars 1962, a laissé entrevoir sa fin imminente en déclarant que l'acte de modification de l'hymne national sous l'ère Sirimavo Bandaranaike n'était rien d'autre qu'une décapitation de celui-ci. ». Cela semble avoir été la goutte d'eau qui a fait déborder le vase pour ce grand compositeur qui s'est éteint à l'âge de 51 ans, en avalant des somnifères.

## Filmographie
- 1955 : Seda Sulang (en)